# Alfred Bartoletti

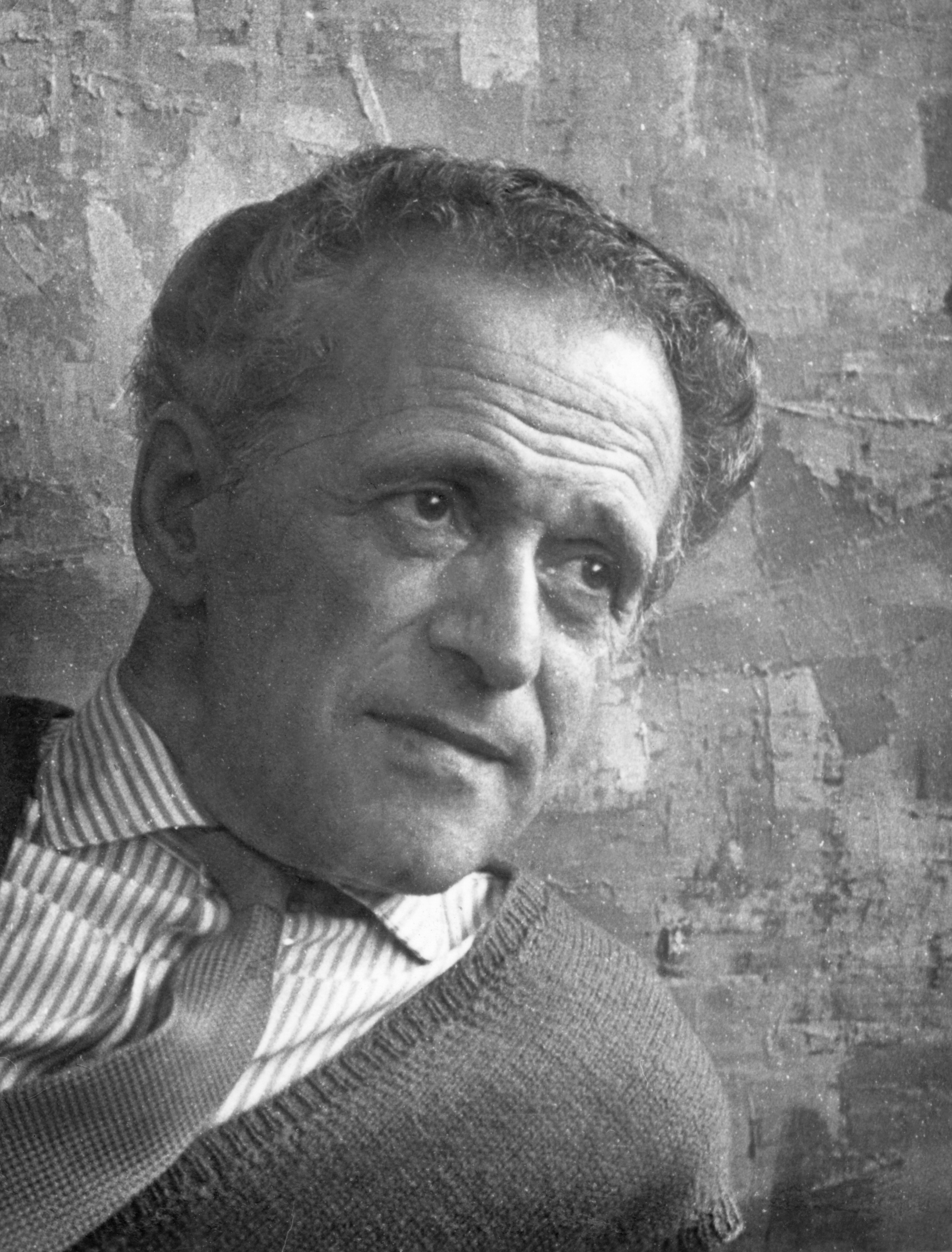
Alfred Bartoletti (1907 – 1979)

Alfred Bartoletti (* 23. Februar 1907 in Luzern; † 14. März 1979 in Luzern) war ein Schweizer Maler und Möbeldesigner.

## Leben
Alfred Bartoletti wurde 1907 als Sohn toskanischer Eltern in Luzern geboren und wuchs zusammen mit zwei Schwestern in der Stadt am Vierwaldstättersee auf. Sein Vater, Carlo Bartoletti, war Malermeister und betrieb ein Malergeschäft in Luzern.
„Barto“, wie seine Freunde ihn nannten, studierte an der Kunstgewerbeschule Luzern und hielt sich zu Studienzwecken an der Accademia di Belle Arti di Firenze in Florenz, an der Accademia di Belle Arti di Roma in Rom sowie bei Roger Bissière an der Académie Ranson in Paris auf. In den Jahren 1936 und 1947 machte Bartoletti längere Studienreisen durch die USA.
In Raja Haefeli fand er eine Lebenspartnerin, mit der er Weltoffenheit, Sprachgewandtheit, Sinn für Humor, Freude an Kunst, Musik und Literatur teilte. Im Jahr 1963 heirateten die beiden.
Ende der sechziger Jahre gab Bartoletti das Malergeschäft auf, das er von seinem Vater übernommen hatte, und widmete sich nur noch der künstlerischen Seite der Malerei.
Bartoletti verbrachte den grössten Teil seines Lebens in Luzern und zeitweise in seiner Wahlheimat Südfrankreich, wo er 1960 ein Haus baute. 1979 starb er an einer unheilbaren Krankheit in Luzern.

## Malstil

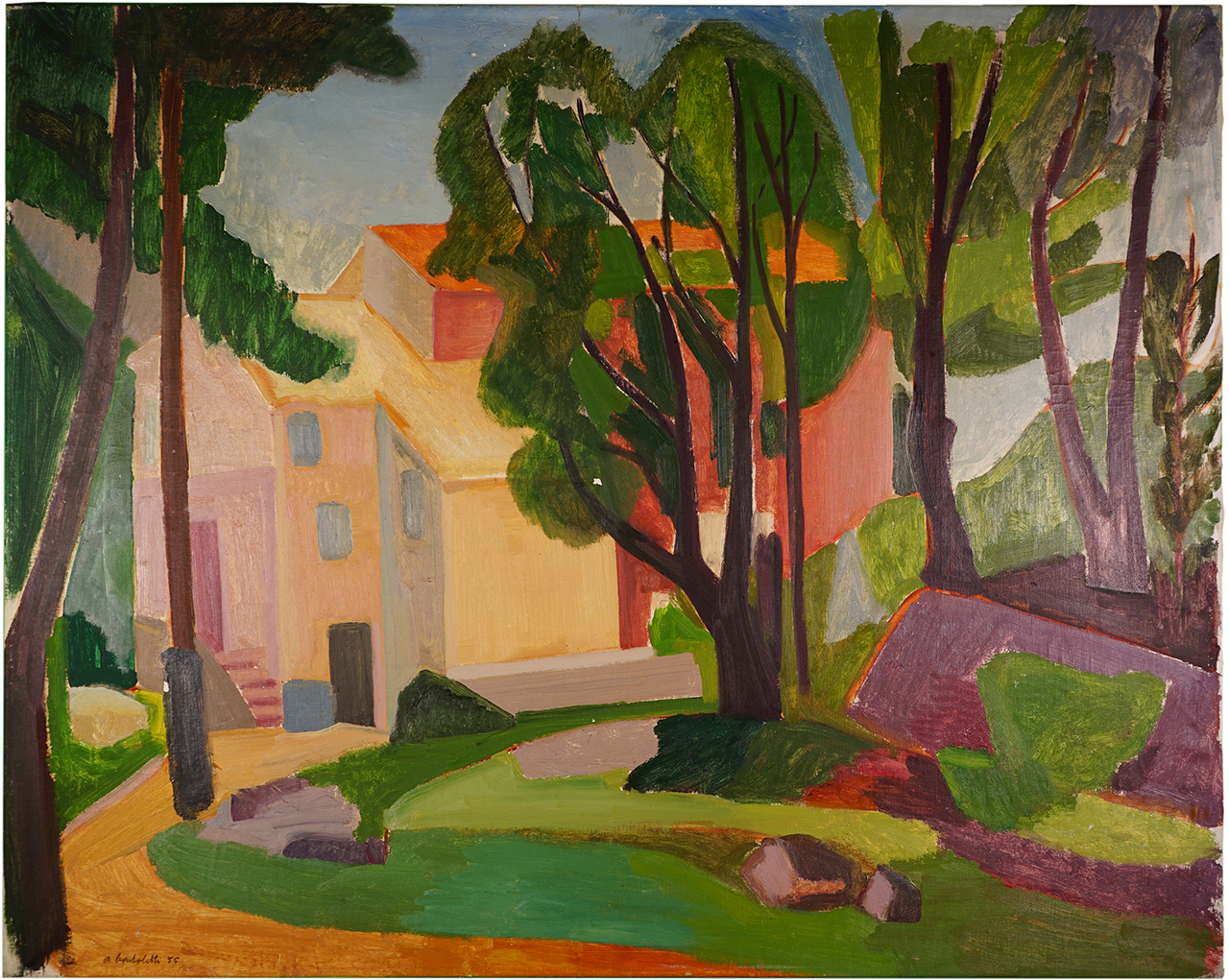
Landschaft (Paysage), 1955

Am Anfang malte Bartoletti sowohl Gegenstände, Landschaften, als auch Abstraktionen. Für seine Bilder wählte er bevorzugt Motive aus der südfranzösischen Landschaft.
In den frühen dreissiger Jahren experimentierte der Künstler mit dem Entwerfen von Möbeln und anderen Einrichtungsgegenständen. Er konstruierte unter anderem neuartige Stahlrohrmöbel und Glastische, realisierte innenarchitektonische Arbeiten und gestaltete Teppiche. Auch sein Atelier an der Steinhofstrasse in Luzern war betont modern eingerichtet und mit eigenen Werken ausgestattet.
In den frühen fünfziger Jahren kehrte Bartoletti für längere Aufenthalte nach Paris zurück. Dort wurde er inspiriert durch den abstrakten Expressionismus der École de Paris mit Roger Bissière und Nicolas de Staël, aber auch durch die meditativ-lyrische Abstraktion von Wassily Kandinsky, Paul Klee und Mark Rothko.
Ab Mitte der fünfziger Jahre widmete sich Bartoletti komplett der abstrakten Kunst, die sich mit der Differenzierung von Farb- und Lichtwerten auseinandersetzt. Er fand seinen eigenen Stil in Kompositionen, die auf einer geometrischen Bildarchitektur beruhen und sich vor allem aus Formen wie Trapezen und Rechtecken zusammensetzen.
Bartoletti machte Bekanntschaften mit vielen grossen Künstlern seiner Zeit. In Südfrankreich war er mit Pablo Picasso und Fernand Léger im Austausch, in Paris lernte er Wassily Kandinsky, Robert Delaunay, Joan Miró, Piet Mondrian, Nicolas de Staël und Serge Poliakoff kennen. Mit Nicolas de Stäel, Alexandre Istrati, Natalia Dumitresco und Max Raphael war er eng befreundet. Auf diese Weise war er in direktem Kontakt mit der modernen Kunst und setzte sich stets mit neuen Stilrichtungen auseinander. Trotzdem nannte er drei Namen als seine wichtigsten Vorbilder: Tizian, Paul Cézanne und Georges Braque.

## Ausstellungen

### Wichtigste Gruppenausstellungen
Bartoletti beteiligte sich zum ersten Mal 1932 mit 25 Jahren an Ausstellungen des „Salon des Surindépendants“ in Paris. Dieser stellte sich als Vorgänger des späteren Salon de Mai heraus.
Von 1939 bis 1943 schloss er sich der Künstlergruppe „Allianz“ an, der u. a. auch Max Bill, Paul Klee, Le Corbusier, Richard Paul Lohse und Walter Kurt Wiemken angehörten. Als Mitglied dieser Vereinigung moderner Künstler nahm er während vielen Jahren an verschiedenen Schweizer und Innerschweizer Kunstausstellungen teil.
- 1932 – 1937 Salon des Surindépendants, Paris
- 1939 – 1943 zahlreiche Gruppenausstellungen als Mitglied der Künstlergruppe „Allianz“
- 1930 – 1965 „Weihnachtsausstellungen der Innerschweizer Künstler“, Kunstmuseum Luzern
- 1951 „Schweizerische Kunstausstellungen“, Bern
- 1956 „Schweizerische Kunstausstellungen“, Basel
- 1966 „Sommer 1966“, Galerie Raeber in Luzern
- ab 1968 Teilnahme an Gruppenausstellungen in der Galerie Cavalero in Cannes
- 1970 „Sommer 1970“, Galerie Raeber in Luzern
- 1971 „Sommer 1971“, Galerie Raeber in Luzern
- 1974 Teilnahme am Salon des Réalités Nouvelles in Paris auf Einladung des Malers Luc Peire

### Wichtigste Einzelausstellungen
Erst 1961, als Bartoletti bereits 54 Jahre alt war, fand seine erste Einzelausstellung in der „Galerie 21“ in Zürich statt. Die erste Einzelausstellung in seiner Heimat Luzern wurde erst drei Jahre nach seinem Tod veranstaltet. Seine Frau Raja organisierte 1982 die Retrospektive in der Luzerner Kornschütte.
- 1961 Galerie 21, Zürich
- 1966 Galerie „Platte 27“, Zürich
- 1972 Galerie Walcheturm mit der Plastikerin Katharina Sallenbach, Zürich
- 1975 Galerie Walcheturm, Zürich
- 1979 Galerie Cavalero, Cannes (erste Einzelausstellung in Frankreich)
- 1982 Kornschütte, Luzern (erste Einzelausstellung in Luzern)
- 1988 Galerie Twerenbold, Luzern
- 1992 Galerie Lötscher, Luzern